# Éternel et Anges
Éternel et Anges est une peinture attribuée à Giotto par le musée d'art de San Diego la conservant. Elle serait la  cimaise du centre du polyptyque Baroncelli toujours exposé dans la chapelle Baroncelli de la basilique Santa Croce de Florence.

## Histoire

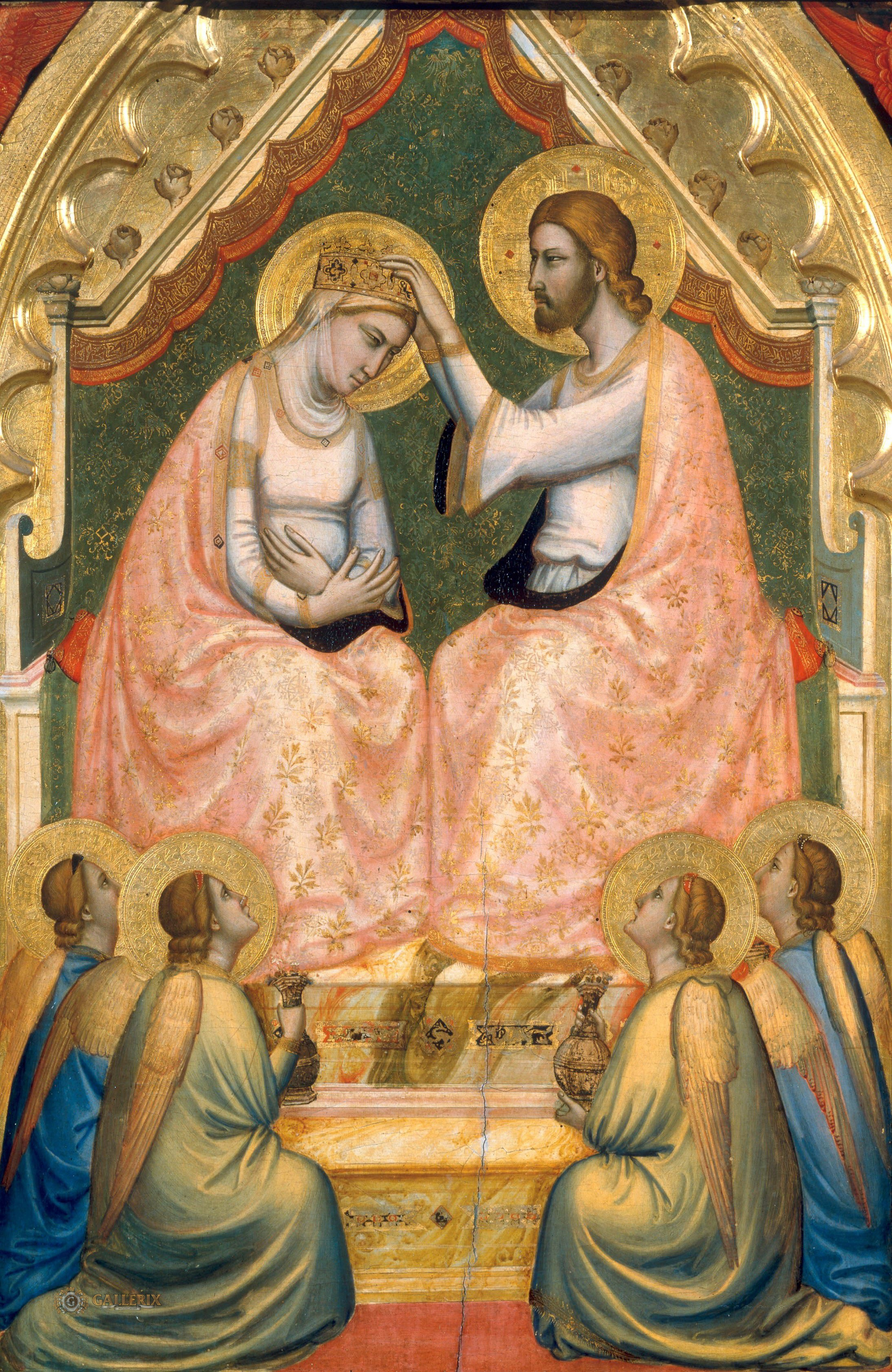
Panneau central du polyptyque Baroncelli tronqué en haut.

Certaines attributions plus récentes place Taddeo Gaddi comme son exécutant, celui-ci ayant réalisé le polyptyque Baroncelli dont ce tableau triangulaire semble être la cimaise suivant les déductions de  Federico Zeri.

## Description
Dieu le père est placé, au centre, dans un losange quadrilobé montrant le Livre affichant l'alpha et l'oméga sur son torse,  portant d'une main une branche feuillue, et une épée dans l'autre.
Les coins inférieurs de l'encadrement triangulaire portent à droite et à gauche des groupes de trois anges portant les couleurs azur, rouge et verte. Deux d'entre eux par groupe saluent Dieu de la main droite, le troisième porte levé un verre coloré (ou un miroir).